# Саксонское восстание

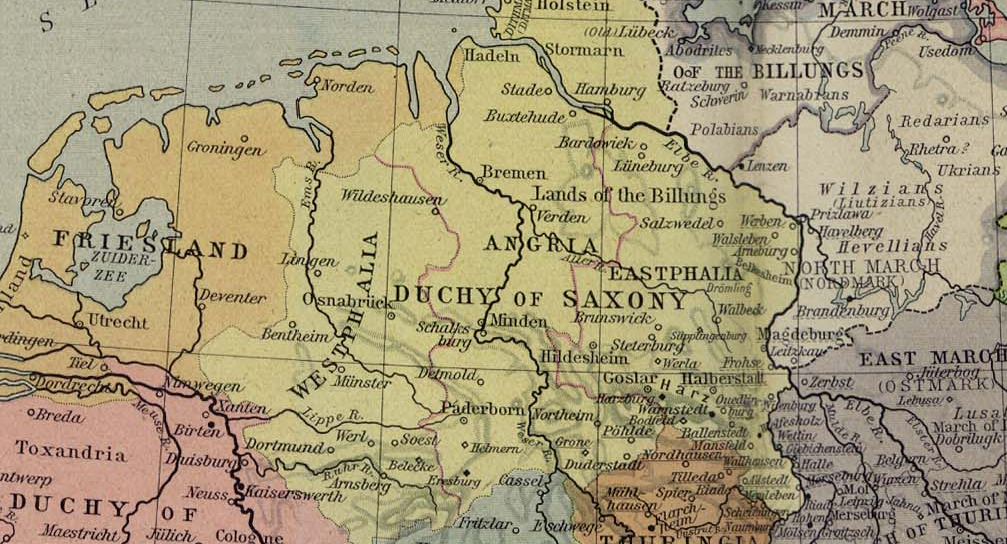
Саксонское герцогство в середине XI века

Саксонское восстание (также Саксонская война; нем. Sachsenkrieg) — вооружённый конфликт между Священной Римской империей во главе с императором Генрихом IV и дворянством Саксонии и части Тюрингии, восставшим против его власти, продолжавшийся с лета 1073 по конец 1075 года.

## Причины
Конфликт между империей и саксонцами существовал ещё со времён правления Генриха III, хотя при нём не вылился в вооружённые столкновения. Считается, что причиной этого были слишком высокие налоги, установленные императором; с восшествием на трон Генриха III в 1065 году ситуация ещё более ухудшилась — в частности, по причине строительства на территории Саксонии многочисленных замков, занимавшихся феодалами швабского происхождения с их гарнизонами, состоявшими из министериалов. Строительство этих замков осуществлялось местными крестьянами, работавшими по принуждению, средства на их строительство также изымались у крестьян в виде оброка и налогов и у местной знати путём изъятия принадлежавших им земель.

## Ход восстания
Во главе восстания встали представители обделённого саксонского дворянства, недовольные политикой Генриха IV, однако его основную силу составили зависимые и свободные крестьяне. Согласно летописцу Ламберту Герсфельдскому, 29 июня 1073 года саксонские послы прибыли к королевскому двору, чтобы рассказать о творимых в их землях злоупотреблениях, но Генрих IV не стал с ними разговаривать. Тогда из Саксонии выступило крупное войско под руководством Оттона Нортхеймского и епископа Бурхарда Хальберштадта, подошедшее к Харцбургу, где тогда находился король, и осадило его, однако 10 августа Генрих смог выбраться из осаждённой крепости и бежал сначала в Эшвеге, затем в Герсфельд и на юг Германии, где начал просить помощи в борьбе с восставшими у местных феодалов, но сначала не встретил от них поддержки.
К 27 января 1074 года ему удалось собрать армию, значительно уступавшую по численности восставшей крестьянской, но превосходящей её по боевым качествам, состоящую из горожан Вормса и нескольких отрядов феодалов с востока и юга Германии. В итоге 2 февраля 1074 года после переговоров в Герстунгене король заключил перемирие с восставшими, согласившись на уничтожение построенных крепостей.
Очередные столкновения произошли уже в марте 1074 года, когда Харцбург был разграблен крестьянами окрестных деревень, взбешённых началом перестройки близлежащих территорий; в результате была разрушена церковь и осквернён королевский склеп. Саксонское дворянство не поддержало это выступление. Решающее сражение произошло 9 июня 1075 года при Гомбурге, в котором крестьянская армия потерпела сокрушительное поражение от войск Генриха IV, на стороне которого к тому времени сражались многие влиятельные германские феодалы.
27 октября в деревне Шпир близ Зондерсхаузена саксонцы публично капитулировали перед королем. Генрих не проявил милосердия и отправил многочисленных саксонских князей в тюрьмы в разных местах, а их феодальные владения передал другим.

## Последствия
Почти одновременно с капитуляцией началась борьба с папой, которая занимала все внимание Генриха в течение следующих нескольких лет. Волнения в Саксонии в этот период также усилились, но они не достигли такого политического или военного уровня, как между 1073 и 1075 годами.
После поражения восстания процесс превращения саксонского крестьянства в зависимых от феодалов существенно ускорился, а беспорядки не утихали не только при Генрихе IV, но и при его наследнике, Генрихе V, хотя до прежних масштабов дело уже не доходило.